# Barea acritopis
Barea acritopis är en fjärilsart som beskrevs av Turner 1917. Barea acritopis ingår i släktet Barea och familjen praktmalar, Oecophoridae. Inga underarter finns listade i Catalogue of Life.